# Cui Yongxi
Cui Yongxi (en chino, 崔永熙 ; Yulin, Guangxi; 28 de mayo de 2003) es un baloncestista chino que actualmente se encuentra sin equipo. Con 1,96 metros de estatura, juega en la posición de escolta.

## Trayectoria deportiva

### Primeros años
Cui nació en Guangxi, China, hijo de Cui Mingguang, uno de los jugadores de baloncesto callejero más prolíficos del sur de China. A los 16 años asistió por primera vez al campamento de Baloncesto sin Fronteras, representando a su país natal y haciéndose un nombre. Posteriormente, asistió a la Academia de la NBA en Canberra, graduándose a los 18 años mientras apuntaba a convertirse en profesional.

### Profesional

#### Guangzhou Loong Lions
Comenzó su carrera profesional con los Guangzhou Loong Lions de la CBA china. En su temporada de novato, jugó en 43 partidos y promedió 12,0 puntos, 5,7 rebotes, 2,7 asistencias y 1,8 robos en 30,8 minutos.
En su segundo año jugó 56 partidos y mejoró sus números en todos los ámbitos, promediando 15,7 puntos, 6 rebotes, 3,3 asistencias, 1,7 robos y 0,3 tapones por partido en 34,5 minutos, mientras anotaba un 45,5 por ciento de tiros de campo y un 36,4 por ciento desde la línea de tres, siendo incluido en el segundo mejor quinteto de la CBA. Al finalizar la temporada, se declaró elegible para el draft de la NBA.

#### NBA
Tras no ser seleccionado en el draft de la NBA de 2024, se unió a los Portland Trail Blazers para la Liga de Verano de la NBA, y el 20 de septiembre firmó un contrato dual con los Brooklyn Nets. Fue despedido el 15 de diciembre, tras disputar solo cinco partidos con Brooklyn.

## Estadísticas de su carrera en la NBA

### Temporada regular
| Año     | Equipo   | PJ | PT | MPP | %TC  | %3P  | %TL  | RPP | APP | ROB | TPP | PPP |
| ------- | -------- | -- | -- | --- | ---- | ---- | ---- | --- | --- | --- | --- | --- |
| 2024-25 | Brooklyn | 5  | 0  | 2.1 | .143 | .000 | .500 | .4  | .0  | .0  | .0  | .6  |
| Total   | Total    | 5  | 0  | 2.1 | .143 | .000 | .500 | .4  | .0  | .0  | .0  | .6  |